# Bernhard Brand von Lindau
Bernhard Brand von Lindau (* 18. September 1805 in Zeitz; † 22. Oktober 1856 in Erfurt) war ein preußischer Jurist.

## Leben
Der anhaltische Uradel Brand von Lindau erhielt den Unterscheidungsnamen von Lindau vermutlich von seinem ältesten Stammsitz, der Stadt Lindau bei Zerbst, als die Brands nach Kursachsen kamen. Sie wurden als schlossgesessen (Einwohner, der ein mit gewissen Hoheiten versehenes Schloss besitzt) im Amt Belzig 1815 von Preußen übernommen.
Bernhard Brand von Lindau war der Sohn von Heinrich Friedrich Karl Brandt von Lindau (* 28. März 1760; † 22. Oktober 1807), königlich sächsischer Stiftskanzler und Schulinspektor von Schulpforta und dessen Ehefrau Anna Amalie Friederike, geb. von Witzleben, geboren. Seine Schwester war:
- Adelheid Brandt von Lindau (* 14. Juni 1796; † 8. März 1830), verheiratet mit Karl Schott von Schottenstein (1792–1882).

Bernhard Brand von Lindau wurde bis Ostern 1820 zu Hause von seiner Mutter erzogen und besuchte anschließend die Klosterschule Roßleben, die 1554 durch einen Vorfahren seiner Mutter gegründet wurde. Seine Mitschüler, die mit ihm im gleichen Jahr begannen, waren Hartmann von Witzleben, Heinrich Luden, sowie im darauffolgenden Jahr der spätere mecklenburgische Minister Hans Adolph Karl von Bülow.
1824 begann er ein Studium der Rechtswissenschaften an der Universität Tübingen, das er später an der Universität Halle fortsetzte. 1827 wurde er Auskultator beim königlichen Oberlandesgericht Naumburg und blieb dort bis zum 3. Staatsexamen. 1833 erfolgte die Ernennung zum Oberlandesgerichtsassessor und 1834 wurde er als Beauftragter zum Landgericht Koblenz gesandt und im darauffolgenden Jahr an das Landgericht Trier versetzt. 1845 wurde er zum Regierungsrat und Justitiarius der Regierung in Koblenz ernannt und 1853 erfolgte seine Beförderung zum Oberregierungsrat im Regierungsbezirk Stralsund.
Am 19. Mai 1840 heiratete er Karoline Friederike von Vellnagel (* November 1817 in Stuttgart; † 27. Juli 1856 in Stralsund). Gemeinsam hatten sie eine Tochter:
- Julie Brand von Lindau (1. April 1841 in Koblenz; † 26. März 1918 in Karlsruhe), verheiratet mit Wilhelm von Seldeneck (1823–1863), badischer Kammerherr, ihr gemeinsames Kind war der spätere Bierbrauer Wilhelm von Seldeneck.

## Auszeichnungen
1837 erhielt er vom König den Königlich Preußischen St. Johanniter-Orden und wurde somit Ehrenritter. Bei der Wiederaufrichtung der Balley Brandenburg schloss er sich der Rheinischen Provinzial-Genossenschaft an und wurde zum Mitglied des Konvents (Führungsgremium der Genossenschaft) gewählt, aus dem er wieder ausschied, als er nach Stralsund versetzt wurde.